# Die Kinder der Villa Emma
Die Kinder der Villa Emma (noto anche come: Wir sind am Leben) è un film televisivo del 2016 diretto da Nikolaus Leytner.
Il titolo (traduzione in italiano: "I bambini di Villa Emma") deriva dal nome di Villa Emma, l'edificio di Nonantola dove durante la seconda guerra mondiale vennero accolti una settantina di giovani ebrei provenienti dall'est europa.

## Trama
Il film racconta la storia di un gruppo di bambini ebrei ed è basato su una storia vera. 
Nella primavera del 1941 a Vienna i nazisti hanno occupato la città e gli ebrei non sono più al sicuro.
All'interno di un gruppo di bambini partiti da Vienna tramite l'associazione Jugend-Alijah fondata da Recha Freier e diretti in Palestina narra la storia della quattordicenne Betty Liebling e di Tilla Nagler, 17 anni, di Berlino. 
Betty perde tutto: la sua casa, la sua migliore amica Paula a Vienna, sua nonna e suo padre, che vuole sfondare in America.
Durante il faticoso viaggio, il gruppo trova rifugio temporaneo in una casa di campagna vicino a Zagabria. 
Quando il loro compagno Georg viene colpito, i bambini, ora guidati dal giovane Josko e dalla sua aiutante Helga, devono continuare la fuga da soli.

## Personaggi
- Don Arrigo Beccari, interpretato da Giuseppe Rizzo: sacerdote di Nonantola.
- Giuseppe Moreali, interpretato da Giorgio Lupano: medico.
- Betty Liebling, interpretata da Sophie Stockinger
- Tilla Nagler, interpretata da Muriel Wimmer
- Helga, interpretata da Nina Proll
- Joškos Kinder, interpretato da Ludwig Trepte: aiutante di Helga
- Georg Bories, interpretato da August Zirner

## Produzione
Il film è stato prodotto dalla Graf Filmproduktion GmbH, che ha coinvolto la Austrian Broadcasting Corporation e l'ARD (Degeto), sostenendo la produzione di Cine Art Styria.
Il testimone contemporaneo e giornalista Ari Rath, lui stesso giunto in Palestina con un trasporto di bambini, ha svolto la funzione di consulente storico per la produzione.

### Riprese

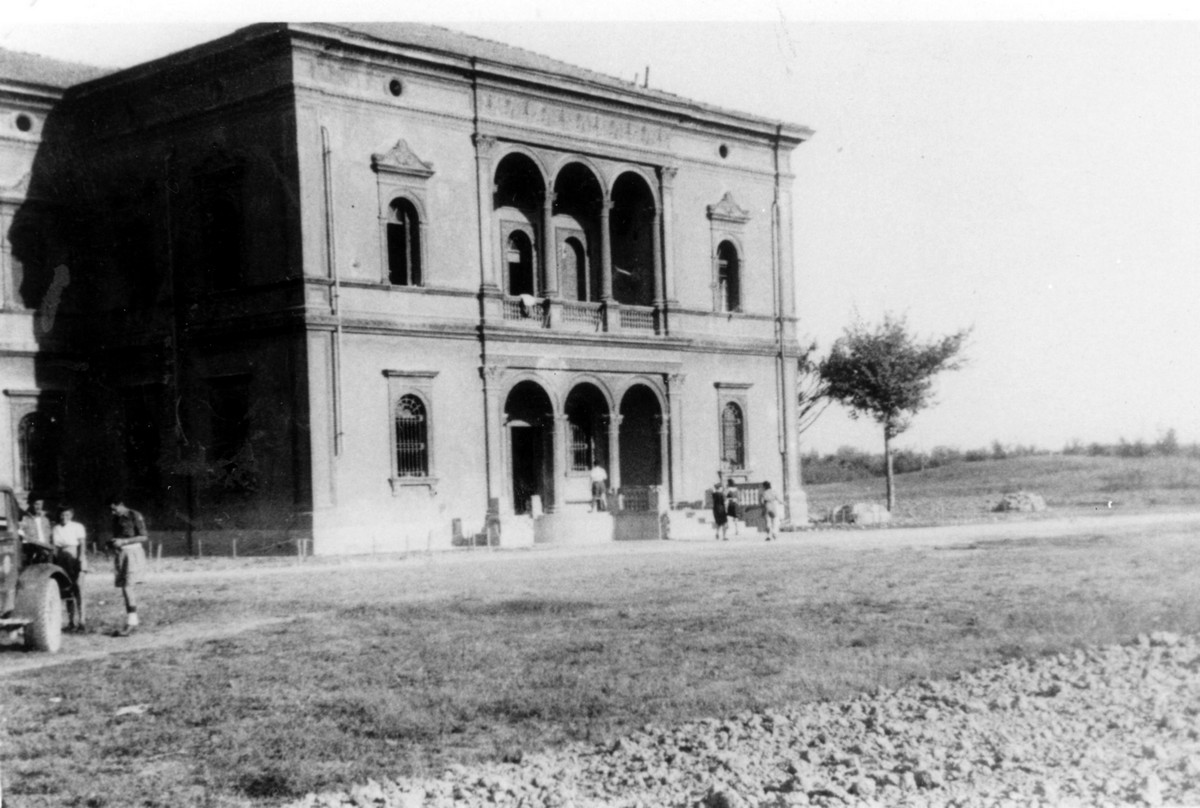
Villa Emma, Nonantola, 1945

Le riprese si sono svolte tra luglio e agosto 2015 in Austria, Italia e Slovenia. Le location delle riprese includevano Wildon, Preding e Deutschlandsberg in Stiria, oltre a location originali a Nonantola.

## Distribuzione
Il film è stato trasmesso per la prima volta il 23 marzo 2016 sul canale austriaco ORF.

### Edizioni home video
Il film è stato distribuito in DVD ma solo in lingua tedesca e senza sottotitoli in italiano.